# Besskorbnaja
Besskorbnaja (russisch Бесско́рбная) ist eine Staniza (Kosakensiedlung) mit 5921 Einwohnern (Stand 14. Oktober 2010) in der Region Krasnodar in Russland.
Besskorbnaja, die zweitgrößte Staniza des Nowokubanski rajon (Новокубанский район) nach Sowetskaja, liegt auf einer Höhe von etwa 335 Metern über dem Meeresspiegel am linken Ufer des Urup, einem Nebenfluss des Kuban. Das Rajonverwaltungszentrum Nowokubansk befindet sich 55 km nordwestlich, jenseits der 40 km entfernten, nicht zum Rajon gehörenden Großstadt Armawir.
Zur gleichnamigen Landgemeinde (Selskoje posselenije) gehört neben der Staniza das Dorf Nowowoskressenski. Der Name der Staniza leitet sich von bes skorbi (без скорби; zu deutsch ohne Traurigkeit) ab, in Bezug auf den Namen der ersten, dort 1866 errichteten Kirche, die der in der Russisch-Orthodoxen Kirche besonders geachteten Muttergottes-Ikone Aller Trauernden Freude (Wsech Skorbjaschtschich Radost) geweiht war.
Bevölkerungsentwicklung
| Jahr | Einwohner |
| ---- | --------- |
| 1959 | 6433      |
| 1979 | 5404      |
| 2002 | 5762      |
| 2010 | 5921      |

Anmerkung: Volkszählungsdaten